# Torricella in Sabina
Torricella in Sabina település Olaszországban, Lazio régióban, Rieti megyében. Lakosainak száma 1327 fő (2023. január 1.). Torricella in Sabina Belmonte in Sabina, Casaprota, Monteleone Sabino, Montenero Sabino, Poggio Moiano, Poggio San Lorenzo, Rieti és Rocca Sinibalda községekkel határos.

## Népesség
A település lakossága az elmúlt években az alábbi módon változott:
| Lakosok száma | 1345 | 1367 | 1327 |
|               | 2017 | 2018 | 2023 |